# Antonio Berardi (stilista)
Antonio Berardi (Grantham, 25 maggio 1968) è uno stilista inglese, di origini italiane.

## Biografia
Nato nel 1968 a Grantham, nel Regno Unito, Antonio Berardi è il figlio di un emigrato siciliano degli anni cinquanta; sua madre è originaria di Bivona. Cresciuto a Billingborough, all'età di nove anni inizia a risparmiare i soldi per poter comprare una giacca Armani. Le sue prime esperienze nel mondo della moda arrivano però quando lavora come assistente nello studio di John Galliano. Nel luglio 1994 ottiene il diploma del Saint Martin's College di Londra. La sfilata da lui organizzata a fine corso ottiene un successo tale, che alcuni negozi si mostrano immediatamente interessati al suo lavoro. La sfilata cattura l'attenzione anche di Angela Quaintrell, agente della Liberty, grandi magazzini di lusso.
Nel 1994 Berardi fonda il suo marchio, e nel 1995 la cantante Kylie Minogue sfila per la sua prima collezione ufficiale, a cui collaborano anche Philip Treacy e Manolo Blahnik, per il design degli accessori. Nel 1996 Berardi firma un contratto con la Givuesse, azienda italiana, per la distribuzione delle sue collezioni. Nel 1997 lo stilista vince il riconoscimento americano miglior nuovo stilista, e di lì a poco il prestigioso British Fashion Award. Nel 1999 Berardi diventa il principale stilista della casa di moda Extè, diventando anche il produttore delle collezioni del proprio marchio. La collaborazione termina nell'autunno 2001, quando Berardi ottiene un contratto di cinque anni con la Gibo.